# Moharram Navidkia
Moharram Navidkia (pers.  محرم نویدکیا; Esfahan, 1º novembre 1982) è un allenatore di calcio ed ex calciatore iraniano, di ruolo centrocampista.

## Palmarès

### Giocatore

#### Club
- Campionato di calcio iraniano: 4

Sepahan: 2002-2003, 2009-2010, 2010-2011, 2011-2012, 2014-2015
- Coppa dell'Iran: 2

Sepahan: 2003-2004, 2005-2006, 2006-2007, 2012-2013

#### Nazionale
- Giochi asiatici: 1

2002